# Marek Kolbowicz
Marek Antoni Kolbowicz, född den 11 juni 1971 i Szczecin i Polen, är en polsk roddare.
Han tog OS-guld i scullerfyra i samband med de olympiska roddtävlingarna 2008 i Peking.